# Bahía Solano
Bahía Solano là một khu tự quản thuộc tỉnh Chocó, Colombia. Thủ phủ của khu tự quản Bahía Solano đóng tại Mutis Khu tự quản Bahía Solano có diện tích 976 ki lô mét vuông. Đến thời điểm ngày 28 tháng 5 năm 2005, khu tự quản Bahía Solano có dân số 7505 người.